# Arun Gandhi
Arun Manilal Gandhi (Durban, Unión Sudafricana, 14 de abril de 1934-Kolhapur, India, 2 de mayo de 2023) fue un activista sociopolítico indioestadounidense nacido en Sudáfrica, y el quinto nieto de Mahatma Gandhi a través de su segundo hijo Manilal.

## Primeros años
Arun Gandhi creció en el ashram de su abuelo, un pequeño y remoto asentamiento en Sudáfrica. Al contrario que las familias campesinas analfabetas que trabajaban en los campos circundantes, Gandhi tuvo la ventaja de recibir una la educación durante su infancia, por lo que su abuelo le instaba a jugar con los niños vecinos para "aprender lo que era vivir en la pobreza" y a enseñarles lo que aprendía en clase cada día. Gandhi consideró esto como "la experiencia más creativa y esclarecedora para mí". Cuando numerosos grupos de niños acompañados por sus padres comenzaron a asistir a sus lecciones, Gandhi empezó a experimentar compasión y la necesidad de compartir.

## Carrera
Arun Manilal Gandhi se consideraba a sí mismo como un hindú, pero expresó opiniones universalistas.
En 1982, cuando Columbia Pictures publicó el largometraje Gandhi, basado en la vida de su abuelo, Gandhi escribió un artículo criticando al gobierno indio por subvencionar la película con 25 millones de dólares, argumentando que había cosas más importantes en las que gastar ese dinero. Aunque su artículo fue ampliamente reproducido y elogiado, después de asistir a una proyección especial de la película, Gandhi admitió que, a pesar de algunas imprecisiones históricas, la obra transmitía con precisión la filosofía y el legado de su abuelo, y se conmovió tanto que escribió otro artículo retractándose del primero.
En 1987, Arun Gandhi se trasladó a los Estados Unidos junto con su esposa, Sunanda, para realizar un estudio en la Universidad de Misisipi. En este trabajo, examinó y contrastó los tipos de sesgos que existían en India, Estados Unidos y Sudáfrica. Luego la pareja se mudó a Memphis, Tennessee donde fundaron el instituto M. K. Gandhi para la No Violencia en el Christian Brothers College, una institución académica católica. El instituto se dedica a aplicar los principios de la no violencia a nivel local y mundial.  En 1996, cofundó la Jornada para la no violencia como una celebración anual de las filosofías y vidas de Mohandas Gandhi y Martin Luther King, Jr.
En 2003, Gandhi fue uno de los firmantes del manifiesto humanista Humanismo y sus aspiraciones.
A finales de 2007, Gandhi coimpartió un curso titulado Gandhi en liderazgo personal y no violencia en la Universidad de Salisbury en Salisbury, Maryland. El 12 de noviembre de 2007, Gandhi participó en la serie de conferencias del Centro de la Universidad de Salisbury para la resolución de conflictos con la charla La no violencia en la era del terrorismo. A finales de 2008, Gandhi regresó a la Universidad de Salisbury para impartir un curso titulado El impacto global de Gandhi.
En 2007, tras el fallecimiento de su esposa, el instituto se trasladó a Rochester, Nueva York en la Universidad de Rochester River Campus. Sus vínculos con Rochester se rompieron a raíz de un comentario de Gandhi en enero de 2008 en la sección On Faith del Washington Post donde describía a Israel y los Estados Unidos como principales contribuyentes a la violencia en el cercano Oriente. Gandhi se disculpó y explicó posteriormente que se refería a los partidarios derechistas del Likud como parte del problema, pero la Universidad no aceptó su explicación y le informó de que el instituto sería cerrado a menos que dimitiera. Gandhi se jubiló poco después y no volvió al instituto.
Gandhi realizó muchos discursos sobre la no violencia en muchos países. Durante su gira a Israel, instó a los palestinos a resistir la ocupación israelí en paz para asegurar su libertad. En agosto de 2004, Gandhi propuso al Parlamento palestino una marcha pacífica de 50 000 refugiados a través del río Jordán para regresar a su tierra natal, y dijo que los parlamentarios debían liderarla. Dijo que el destino de los palestinos era peor que el de los negros en el apartheid sudafricano.
En marzo de 2014, Atheneum Books for Young Readers publicó el Abuelo Gandhi, un libro para niños escrito por Arun Gandhi en colaboración con Bethany Hegedus e ilustrado por Evan Turk. El libro, con un mensaje favorable a la paz, cuenta cómo el abuelo de Arun, comparando el enojo con el rayo que podría destruir o iluminar, enseñó a Arun a responder a la injusticia usando métodos pacíficos, para "convertir la oscuridad en luz". El libro describe cómo Arun, celoso de las otras personas que recibían la atención de su abuelo, frustrado con sus tareas escolares, y avergonzado de su incapacidad para controlar la ira, luchó para que su abuelo estuviera orgulloso de él. El libro recibió críticas positivas por su uso del punto de vista de un niño para hacer comprensible un problema histórico complejo para los lectores infantiles y por el uso de imágenes abstractas de Turk confeccionadas con recortes de papel para crear ilustraciones con resonancia emocional.